# Чирикі (затока)
Чирикі (також Чірікі; ісп. Golfo de Chiriquí) — затока на сході екваторіальної частини Тихого океану, вдається в південне узбережжя Панамського перешийка на південному заході Панами. На заході затоку Чирикі обмежує півострів Бурика, на півдні острови Ладронес і острів Ісла-Монтуоса, а на заході острів Койба. Найбільшою бухтою затоки є Чарко-Асуль (Bahía de Charco Azul). Вся акваторія затоки належить Панамі, будучи поділена між провінціями Чирикі і Вераґуас.
В акваторії затоки Чирикі розташовані архіпелаги: Ладронес, Іслас-Секас і Контрерас, а також острова: Парида, Бока-Брава, Ісла-Монтуоса, Ла-Поркада та ін.